# Elaphoglossum gonzalesiae
Elaphoglossum gonzalesiae är en träjonväxtart som beskrevs av M. Kessler och Mickel. Elaphoglossum gonzalesiae ingår i släktet Elaphoglossum och familjen Dryopteridaceae. Inga underarter finns listade.